# Suppo I van Spoleto
Suppo I van Spoleto (ca. 765 - 5 maart 824) was een belangrijke Frankische edelman in Italië.
In 817 was hij graaf van Brescia, Parma, Picenza, Modena en Bergamo. Hij was ook gezant van de koning voor Italië, samen met bisschop van Ratald van Brescia. In 818 was hij een van de belangrijke tegenstanders van de mislukte opstand van Bernhard van Italië. Als dank werd hij in 822 benoemd in de strategisch belangrijke functie van hertog van Spoleto.
Suppo was vader van:
- Mauring, die hem in 822 opvolgde in de Brescia en na een kort intermezzo ook zijn vader opvolgde als hertog van Spoleto.
- Adelchis (ca. 800 - 861), 824 hertog van Spoleto als opvolger van zijn broer. Grootgrondbezitter in Emilia en de Povlakte, verwerft over de tijd de graafschappen Parma, Cremona en Brescia.

Gezien de namen van zijn zoons was zijn vrouw vermoedelijk van Longobardische afkomst.